# ヴィスコンティ・スフォルツァ版タロット

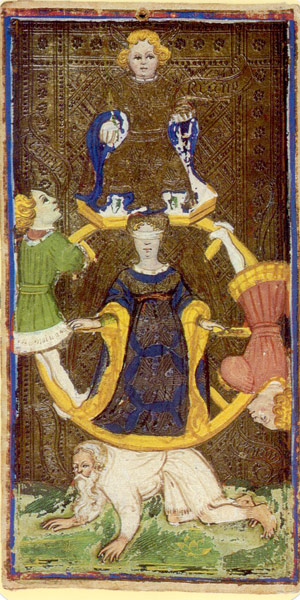
ヴィスコンティ・スフォルツァ版の運命の輪

ヴィスコンティ・スフォルツァ版タロット（ヴィスコンティ・スフォルツァばんタロット、Visconti Sforza Tarocchi）とは、15世紀後半にミラノ公のフランチェスコ・スフォルツァなどが、画家に描かせた、様々な博物館、図書館、そして世界中の個人コレクションに散らばる、約15デッキのタロットを総称したものである。
現存する最古のタロットとして知られ、現在標準とされているマルセイユ版とは絵柄などにかなりの違いが見られる。
また、悪魔、塔が欠落しており、最初から無かったのか、散逸したのかをめぐって研究家の間でも意見が分かれている。
完全なデッキは残されていないが、コレクションによっては、同一のカードで構成された、多くの絵札が残されているものもある。 
最も有名な三大コレクションについては、以下で詳細に説明する。

## キャリー・イェール版（Cary-Yale）
1967年にイェール大学図書館に寄贈されたキャリー家のカードゲームのコレクションにあった事から、このデッキはキャリー・イェール版と呼ばれる。またこれはヴィスコンティ・ディ・モドローネ版としても知られ、少なくとも1466年に遡るとされている。またフィリッポ・マリア・ヴィスコンティの注文によるセットという学説もあり、このデッキが最古である可能性もある。学者ジョルダーノ・ベルティ(en:Giordano Berti)の学説によれば、このデッキは1442年と1447年の間に製作されたとされる。キャリー・イェール版は通常の大アルカナの他に「信仰」「希望」「慈善」の三枚のカードが加えられている（それぞれ「教皇」「星」「女教皇」の替りに入れられたとみる説もある）。また、通常の人物札(王・女王・騎士・ペイジ)の他に、「女騎士」と「メイド」が加えられている。よって制作時には86枚で構成されていたと考えられる。現在は11枚の大アルカナ、17枚の人物札、金貨の３を除いた数札39枚の、計67枚が現存する。札のサイズは 189 × 90 mm。
すべての大アルカナと人物札の背景は金箔で装飾されている。また、すべての数札の背景は銀で装飾されている。

## ブレラ・ブランビラ版（Brera-Brambilla）
1909年、ヴェネツィアでこのデッキを取得したジョヴァンニ・ブランビラの名前にちなみ名付けられた。1971年にはイタリアのミラノにあるブレラ美術館の目録に乗っていた。
1463年にフランチェスコ・スフォルツァ の注文でボニファチオ・ベンボ(en:Bonifacio Bembo)(1447 年-1477年活躍)によって描かれた。
現在48枚が現存している。そのうち大アルカナは皇帝と運命の輪の2枚が現存するのみである。札のサイズは180 × 90 mm。すべての大アルカナと人物札の背景は金箔で装飾されている。また、すべての数札の背景は銀で装飾されている。金貨の4を除く全数札と、杯の騎士とペイジ、金貨の騎士とペイジ、棒の女王と騎士とペイジが現存している

## ピアポント・モルガン・ベルガモ版（Pierpont-Morgan-Bergamo）
別名コッレオーニ・バリオーニ版ともフランチェスコ・スフォルツァ版とも呼ばれる。このデッキは、1451年前後に制作された。 もともとは78枚で構成されていたと考えられる。現在では20枚の大アルカナ、15枚の人物札、そして39枚の数札の、合計74枚が残る。このデッキのうち35枚をモルガン・ライブラリーが所蔵している。アッカデミア・カッラーラ美術館が26枚を所蔵。残りの13枚を、ベルガモ地方のコッレオーニ家が個人所蔵している。大アルカナの悪魔と塔のカードが欠落している。大アルカナと人物札は背景に金箔が使用されている。数札の背景はクリーム色をベースに花と蔓をモチーフにした装飾が施されている。全てのカードに青い縁取りが装飾されている。札のサイズは173 × 87 mm。

## 参考
上記のイェール大学には他にも1450年頃の、以下の16枚が残るデッキが所蔵されている。ただし、これは所謂「ヴィスコンティ・スフォルツァ版」ではなく、エステ家のタロットである。
- 剣の王・女王・騎士
- 棒の王・騎士・ペイジ
- 金貨の王
- カップの女王
- 魔術師・教皇・節制・星・月・太陽・世界・愚者

画像はBeinecke Rare Book & Manuscript Libraryを参照。

## 代表的な3デッキの比較表

### 大アルカナ
| デッキ                   | キャリー・イェール版         | ブレラ・ブランビラ版 | ピアポント・モルガン・ベルガモ版 |
| 通常の大アルカナ         | 通常の大アルカナ             | 通常の大アルカナ     | 通常の大アルカナ                 |
| ------------------------ | ---------------------------- | -------------------- | -------------------------------- |
| 愚者                     | 消失                         | 消失                 | モルガン図書館                   |
| 魔術師                   | 消失                         | 消失                 | モルガン図書館                   |
| 女教皇                   | 消失                         | 消失                 | モルガン図書館                   |
| 女帝                     | イェール大学バイネッキ図書館 | 消失                 | モルガン図書館                   |
| 皇帝                     | イェール大学バイネッキ図書館 | ブレラ美術館         | アッカデミア・カッラーラ         |
| 教皇                     | 消失                         | 消失                 | モルガン図書館                   |
| 恋人                     | イェール大学バイネッキ図書館 | 消失                 | モルガン図書館                   |
| 戦車                     | イェール大学バイネッキ図書館 | 消失                 | モルガン図書館                   |
| 正義                     | 消失                         | 消失                 | アッカデミア・カッラーラ         |
| 隠者                     | 消失                         | 消失                 | モルガン図書館                   |
| 運命の輪                 | 消失                         | ブレラ美術館         | モルガン図書館                   |
| 剛毅                     | イェール大学バイネッキ図書館 | 消失                 | モルガン図書館                   |
| 吊られた男               | 消失                         | 消失                 | モルガン図書館                   |
| 死                       | イェール大学バイネッキ図書館 | 消失                 | モルガン図書館                   |
| 節制                     | 消失                         | 消失                 | モルガン図書館                   |
| 悪魔                     | 消失                         | 消失                 | 消失                             |
| 塔                       | 消失                         | 消失                 | 消失                             |
| 星                       | 消失                         | 消失                 | アッカデミア・カッラーラ         |
| 月                       | 消失                         | 消失                 | アッカデミア・カッラーラ         |
| 太陽                     | 消失                         | 消失                 | モルガン図書館                   |
| 審判                     | イェール大学バイネッキ図書館 | 消失                 | モルガン図書館                   |
| 世界                     | イェール大学バイネッキ図書館 | 消失                 | アッカデミア・カッラーラ         |
| 通常版にはない大アルカナ |                              |                      |                                  |
| 信仰                     | イェール大学バイネッキ図書館 | —                    | —                                |
| 希望                     | イェール大学バイネッキ図書館 | —                    | —                                |
| 慈善                     | イェール大学バイネッキ図書館 | —                    | —                                |

### 小アルカナ(数札)
| 金貨   | 金貨                         | 金貨                 | 金貨                             |
| デッキ | キャリー・イェール版         | ブレラ・ブランビラ版 | ピアポント・モルガン・ベルガモ版 |
| ------ | ---------------------------- | -------------------- | -------------------------------- |
| 王     | イェール大学バイネッキ図書館 | —                    | モルガン図書館                   |
| 女王   | イェール大学バイネッキ図書館 | —                    | モルガン図書館                   |
| 騎士   | イェール大学バイネッキ図書館 | ブレラ美術館         | モルガン図書館                   |
| 女騎士 | イェール大学バイネッキ図書館 | —                    | —                                |
| ペイジ | —                            | ブレラ美術館         | アッカデミア・カッラーラ         |
| メイド | イェール大学バイネッキ図書館 | —                    | —                                |
| 10     | イェール大学バイネッキ図書館 | ブレラ美術館         | モルガン図書館                   |
| 9      | イェール大学バイネッキ図書館 | ブレラ美術館         | アッカデミア・カッラーラ         |
| 8      | イェール大学バイネッキ図書館 | ブレラ美術館         | モルガン図書館                   |
| 7      | イェール大学バイネッキ図書館 | ブレラ美術館         | モルガン図書館                   |
| 6      | イェール大学バイネッキ図書館 | ブレラ美術館         | コッレオーニ コレクション        |
| 5      | イェール大学バイネッキ図書館 | ブレラ美術館         | アッカデミア・カッラーラ         |
| 4      | イェール大学バイネッキ図書館 | —                    | コッレオーニ コレクション        |
| 3      | —                            | ブレラ美術館         | コッレオーニ コレクション        |
| 2      | イェール大学バイネッキ図書館 | ブレラ美術館         | コッレオーニ コレクション        |
| 1      | イェール大学バイネッキ図書館 | ブレラ美術館         | アッカデミア・カッラーラ         |

| 剣     | 剣                           | 剣                   | 剣                               |
| デッキ | キャリー・イェール版         | ブレラ・ブランビラ版 | ピアポント・モルガン・ベルガモ版 |
| ------ | ---------------------------- | -------------------- | -------------------------------- |
| 王     | イェール大学バイネッキ図書館 | —                    | モルガン図書館                   |
| 女王   | イェール大学バイネッキ図書館 | ブレラ美術館         | モルガン図書館                   |
| 騎士   | —                            | —                    | アッカデミア・カッラーラ         |
| 女騎士 | イェール大学バイネッキ図書館 | —                    | —                                |
| ペイジ | —                            | —                    | アッカデミア・カッラーラ         |
| メイド | イェール大学バイネッキ図書館 | —                    | —                                |
| 10     | イェール大学バイネッキ図書館 | ブレラ美術館         | モルガン図書館                   |
| 9      | イェール大学バイネッキ図書館 | ブレラ美術館         | コッレオーニ コレクション        |
| 8      | イェール大学バイネッキ図書館 | ブレラ美術館         | アッカデミア・カッラーラ         |
| 7      | イェール大学バイネッキ図書館 | ブレラ美術館         | コッレオーニ コレクション        |
| 6      | イェール大学バイネッキ図書館 | ブレラ美術館         | アッカデミア・カッラーラ         |
| 5      | イェール大学バイネッキ図書館 | ブレラ美術館         | —                                |
| 4      | イェール大学バイネッキ図書館 | ブレラ美術館         | アッカデミア・カッラーラ         |
| 3      | イェール大学バイネッキ図書館 | ブレラ美術館         | アッカデミア・カッラーラ         |
| 2      | イェール大学バイネッキ図書館 | ブレラ美術館         | コッレオーニ コレクション        |
| 1      | イェール大学バイネッキ図書館 | ブレラ美術館         | モルガン図書館                   |

| 杯     | 杯                           | 杯                   | 杯                               |
| デッキ | キャリー・イェール版         | ブレラ・ブランビラ版 | ピアポント・モルガン・ベルガモ版 |
| ------ | ---------------------------- | -------------------- | -------------------------------- |
| 王     | イェール大学バイネッキ図書館 | —                    | アッカデミア・カッラーラ         |
| 女王   | —                            | —                    | モルガン図書館                   |
| 騎士   | イェール大学バイネッキ図書館 | ブレラ美術館         | モルガン図書館                   |
| 女騎士 | —                            | —                    | —                                |
| ペイジ | イェール大学バイネッキ図書館 | ブレラ美術館         | モルガン図書館                   |
| メイド | イェール大学バイネッキ図書館 | —                    | —                                |
| 10     | イェール大学バイネッキ図書館 | ブレラ美術館         | アッカデミア・カッラーラ         |
| 9      | イェール大学バイネッキ図書館 | ブレラ美術館         | モルガン図書館                   |
| 8      | イェール大学バイネッキ図書館 | ブレラ美術館         | コッレオーニ コレクション        |
| 7      | イェール大学バイネッキ図書館 | ブレラ美術館         | コッレオーニ コレクション        |
| 6      | イェール大学バイネッキ図書館 | ブレラ美術館         | アッカデミア・カッラーラ         |
| 5      | イェール大学バイネッキ図書館 | ブレラ美術館         | モルガン図書館                   |
| 4      | イェール大学バイネッキ図書館 | ブレラ美術館         | コッレオーニ コレクション        |
| 3      | イェール大学バイネッキ図書館 | ブレラ美術館         | モルガン図書館                   |
| 2      | イェール大学バイネッキ図書館 | ブレラ美術館         | アッカデミア・カッラーラ         |
| 1      | イェール大学バイネッキ図書館 | ブレラ美術館         | モルガン図書館                   |

| 棒     | 棒                           | 棒                   | 棒                               |
| デッキ | キャリー・イェール版         | ブレラ・ブランビラ版 | ピアポント・モルガン・ベルガモ版 |
| ------ | ---------------------------- | -------------------- | -------------------------------- |
| 王     | —                            | —                    | モルガン図書館版                 |
| 女王   | イェール大学バイネッキ図書館 | ブレラ美術館         | アッカデミア・カッラーラ         |
| 騎士   | —                            | ブレラ美術館         | アッカデミア・カッラーラ         |
| 女騎士 | イェール大学バイネッキ図書館 | —                    | —                                |
| ペイジ | イェール大学バイネッキ図書館 | ブレラ美術館         | アッカデミア・カッラーラ         |
| メイド | イェール大学バイネッキ図書館 | —                    | —                                |
| 10     | イェール大学バイネッキ図書館 | ブレラ美術館         | コッレオーニ コレクション        |
| 9      | イェール大学バイネッキ図書館 | ブレラ美術館         | モルガン図書館                   |
| 8      | イェール大学バイネッキ図書館 | ブレラ美術館         | コッレオーニ コレクション        |
| 7      | イェール大学バイネッキ図書館 | ブレラ美術館         | アッカデミア・カッラーラ         |
| 6      | イェール大学バイネッキ図書館 | ブレラ美術館         | アッカデミア・カッラーラ         |
| 5      | イェール大学バイネッキ図書館 | ブレラ美術館         | アッカデミア・カッラーラ         |
| 4      | イェール大学バイネッキ図書館 | ブレラ美術館         | モルガン図書館                   |
| 3      | イェール大学バイネッキ図書館 | ブレラ美術館         | アッカデミア・カッラーラ         |
| 2      | イェール大学バイネッキ図書館 | ブレラ美術館         | コッレオーニ コレクション        |
| 1      | イェール大学バイネッキ図書館 | ブレラ美術館         | モルガン図書館版                 |